# Cheapside
Cheapside è una strada nel centro di Londra, a circa mezzo miglio di strada dalla Città di Londra. Corre a nord-est della Cattedrale di San Paolo verso la stazione della metropolitana Bank. È una delle strade più antiche di Londra e la vecchia strada principale della città, ma oggi non è molto diversa dal resto dell'ambiente urbano. Ci sono negozi e uffici.
Cheapside era il più grande mercato di Londra dal Medioevo al XIX secolo, quando cominciò gradualmente a perdere popolarità in altre strade dello shopping. Il nome della strada deriva dall'antica parola inglese ceap, che significa commercio. Molte strade secondarie di Cheapside prendono il nome dai prodotti che vendono, come Honey Lane, Milk Street e Bread Street. Lungo l'Old Jewry all'estremità orientale di Cheapside c'era il ghetto di Londra.

## Cheapside nella letteratura
Nel romanzo di Jane Austen del 1813, Orgoglio e pregiudizio, Cheapside è un quartiere sdegnato dall'élite:
– "I think I have heard you say that their uncle is an attorney in Meryton.

– Yes; and they have another, who lives somewhere near Cheapside.

– That is capital, added her sister, and they both laughed heartily.

– If they had uncles enough to fill all Cheapside, cried Bingley, it would not make them one jot less agreeable.

– But it must very materially lessen their chance of marrying men of any consideration in the world," replied Darcy.
Nel libro del 1879 del figlio di Charles Dickens, il Dickens's Dictionary of London: